# Trichomma reticulatum
Trichomma reticulatum är en stekelart som beskrevs av Davis 1898. Trichomma reticulatum ingår i släktet Trichomma och familjen brokparasitsteklar. Inga underarter finns listade i Catalogue of Life.